# Carlota de Mecklenburg-Strelitz (reina del Regne Unit)
Carlota de Mecklenburg-Strelitz (Mirow, 19 de maig de 1744 - Palau de Kew, 18 de novembre de 1818) fou duquessa de Mecklenburg-Strelitz amb el tractament d'altesa que es casà amb el rei Jordi III del Regne Unit l'any 1761.
Nascuda a la localitat mecklenburguesa de Mirow, era filla del príncep Carles Lluís de Mecklenburg-Strelitz i de la princesa Elisabet Albertina de Saxònia-Hildburghausen. Carlota era neta per via paterna del duc Adolf Frederic II de Mecklenburg-Strelitz i de la princesa Cristina de Schwarzburg-Sondershausen; mentre que per via materna ho era del duc Ernest Frederic I de Saxònia-Hildburghausen i de la princesa Sofia Albertina d'Erbach-Erbach.
El dia 8 de setembre de l'any 1761 contragué matrimoni al Palau de Saint James amb el rei Jordi III del Regne Unit, fill del príncep Frederic del Regne Unit i de la princesa Augusta de Saxònia-Gotha. La parella tingué els següents fills:
- SM el rei Jordi IV del Regne Unit, nat el 1762 al Palau de Saint James i mort el 1830 al Castell de Windsor. Es casà amb la duquessa Carolina de Brunsvic-Wolfenbüttel.
- SAR el príncep Frederic del Regne Unit, duc de York, nat el 1763 al Palau de Buckingham i mort el 1827 a Ruland House. Es casà amb la princesa Frederica Carlota de Prússia.
- SM el rei Guillem IV del Regne Unit, nat el 1765 al Palau de Buckingham i mort el 1837 al Castell de Windsor. Es casà el 1818 al Palau de Kew amb la princesa Adelaida de Saxònia-Meiningen.
- SAR la princesa Carlota del Regne Unit, nada el 1766 al Palau de Buckingham i mort a Ludwigsburg el 1828. Es casà amb el rei Frederic I de Württemberg el 1794 al Palau de Saint James.
- SAR el príncep Eduard del Regne Unit, duc de Kent, nat el 1767 al Palau de Buckingham i mort el 1820 a Sidmouth (Surrey). Es casà amb la princesa Victòria de Saxònia-Coburg Saafeld.
- SAR la princesa Augusta del Regne Unit, nada el 1768 al Palau de Buckingham i morta el 1840 a Clarence House.
- SAR la princesa Elisabet del Regne Unit, nada el 1770 al Palau de Buckingham i morta el 1840 a Frankfurt. Es casà amb el landgravi Frederic VI de Hessen-Homburg.
- SM el rei Ernest August I de Hannover, nat el 1771 al Palau de Buckingham i mort el 1851 a Hannover. Es casà amb la duquessa Frederica de Mecklenburg-Strelitz.
- SAR el príncep August del Regne Unit, nat el 1773 al Palau de Buckingham i mort el 1843 al Palau de Kensington. Es casà amb lady Augusta Murray en primeres núpcies l'any 1793 i posteriorment, l'any 1831 es casà amb lady Cecília Gore.
- SAR el príncep Adolf del Regne Unit, duc de Cambridge, nat el 1774 al Palau de Buckingham i mort el 1850 a Londres. Es casà amb la princesa Augusta de Hessen-Kassel.
- SAR la princesa Maria del Regne Unit, nada el 1776 al Palau de Saint James i morta a Gloucester House (Londres) el 1857. Es casà el 1816 amb el príncep Guillem del Regne Unit.
- SAR la princesa Sofia del Regne Unit, nada el 1777 a Londres i morta el 1848 a Londres.
- SAR el príncep Octavi del Regne Unit, nat al Palau de Saint James el 1779 i mort el 1783 al Palau de Kew.
- SAR el príncep Alfred del Regne Unit, nat el 1780 al Castell de Windsor i mort el 1782 al Castell de Windsor.
- SAR la princesa Amèlia del Regne Unit, nada al Castell de Windsor el 1783 i morta al Castell de Windsor el 1810.